# Кримини
Кримини или Кримин (грч. Κριμήνι) је насељено место у општини Горуша у периферији Западна Македонија, Грчка. Према попису из 2021. године било је 40 становника.
Према бугарском географу и историчару, Василу Канчову, у Криминима је 1900. године живело 487 Грка. Кримини се налазе у области Населица, која је некада била насељена словенским становништвом које је касније хеленизовано.